# Crocifissione (Paolo Uccello)
La Crocifissione è un dipinto a tempera su tavola (46x67 cm) di Paolo Uccello, databile al 1457-1458 circa e conservato nel Museo Thyssen-Bornemisza a Madrid.

## Storia
La datazione dell'opera è alquanto controversa: alcuni la avvicinano agli affreschi della Cappella dell'Assunta a Prato (1435) con la posizione sciolta della Vergine somigliante a quella dell'ancella che scende le scale nell'affresco della Nascita della Vergine, mentre altri la riferiscono a una fase più tarda, a dopo il rientro da Padova, influenzata dalle opere di Donatello.

## Descrizione e stile
Sullo sfondo di un paesaggio brullo, con una montagnola al centro e altre più chiare e lontane ai lati, si erge maestoso il crocifisso, affiancato da quattro santi in posizione simmetrica. Da sinistra si riconoscono Giovanni Battista, la Madonna, Giovanni evangelista e Francesco d'Assisi. Coi loro gesti, i loro sguardi e la postura rimandano continuamente al centro della rappresentazione, a Gesù, tramite un gioco di linee di forza che assomiglia, nello schema piramidale, a un reticolo prospettico a fuga centrale, tanto caro all'autore.
La cromia essenziale, intonata a rossi, neri e toni cinerini negli incarnati, è tipica di molte opere dell'Uccello.